# Цветко Вељковић
Цветко Вељковић (Штрпце) српски је политичар. Од 17. новембра 2022. обавља функцију народног посланика у Скупшини Републике Косово. Бивши је члан странке За слободу, правду и опстанак (СПО).

## Биографија
Рођен је у Штрпцу. Дипломирани је економиста.
У мају 2020. дошао на чело Канцеларије за заједнице по одобрењу Аљбина Куртија, заменивши Ненада Рашића који је раније поднео оставку. Након његовог именовања, откривено је да је неколико година раније Вељковић на свом фејсбук налогу постављао песме посвећене Ратку Младићу, што је изазвало контроверзу међу Албанцима.
Био је посланик странке За слободу, правду и опстанак (СПО) на парламентарним изборима 2021. Вељковића је 3. фебруара 2021. привела Полиција Косова у Штрпцу јер га је члан локалне изборне комисије Емран Аврди оптужио да му је претио смрћу. Током предизборне кампање Вељковић и Рашић су заједно са Аљбином Куртијем посетили Штрпце. СПО је освојио само 1.508 гласова или 0,17% гласова, те Вељковић није освојио место народног посланика Скупштине. Међутим, успео је да уђе у Скупштину 17. новембра 2022. као замена за једног од посланика Српске листе (СЛ) који је поднео оставку 7. новембра 2022.